# Бурхануддин
Бурхануддин (бенг. বোরহানউদ্দিন, англ. Burhanuddin) — город и муниципалитет на юге Бангладеш, административный центр одноимённого подокруга. Площадь города равна 25,66 км². По данным переписи 2001 года, в городе проживало 9868 человек, из которых мужчины составляли 51,75 %, женщины — соответственно 48,25 %. Уровень грамотности населения составлял 30,23 % (при среднем по Бангладеш показателе 43,1 %).